# Hamburger Modell (Rehabilitation)

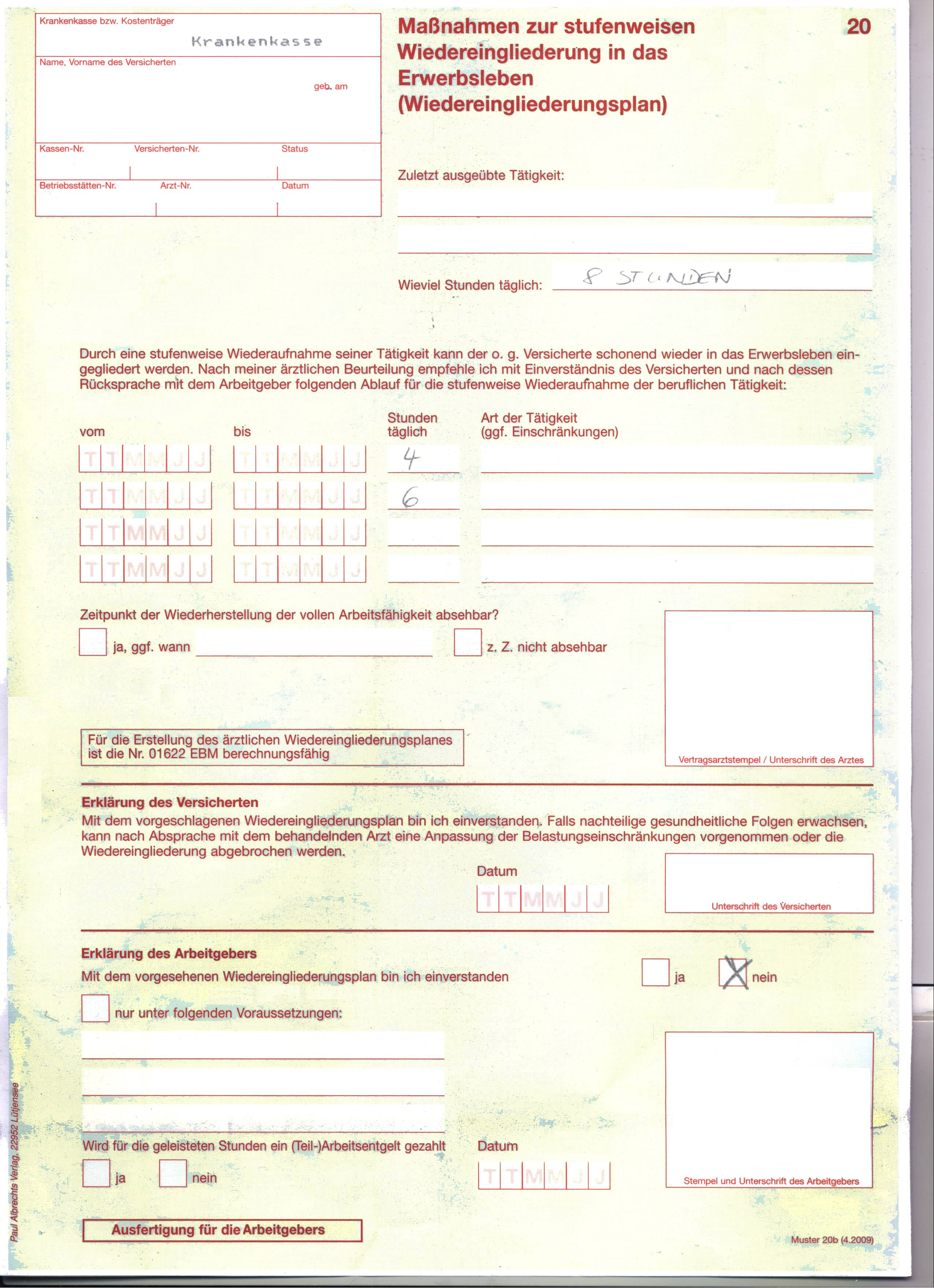
Früheres Formular (Muster 20) zur ärztlichen Verordnung stufenweiser Wiedereingliederung als Leistung medizinischer Rehabilitation

Das Hamburger Modell heißt korrekt stufenweise Wiedereingliederung und ist eine Hilfestellung und eigenständige Leistung der medizinischen Reha, um nach langwieriger oder schwerer Erkrankung den Wiedereinstieg in den bisherigen Beruf zu erleichtern. Es ist eine Maßnahme im Rahmen des Betrieblichen Eingliederungsmanagements (BEM). Ziel ist es, Beschäftigte unter ärztlicher Anleitung und Aufsicht schrittweise wieder an die volle Arbeitsbelastung zu gewöhnen im Betrieb als Rehaort. Sie ist eine „betriebsnahe Rehabilitation“ nach Kohte, wobei die „Rehabilitation im Vordergrund steht“ und der „Heilungs- bzw. Reha-Prozess“ durch die schrittweise Steigerung der Belastung die „entscheidende Rolle“ spielt laut BSG und BAG. Die ausgeübte Tätigkeit im Betrieb als Rehaort erfolgt regelhaft „ausschließlich zu Rehabilitationszwecken“ („was meistens der Fall ist“) laut Servicestelle der gesetzlichen Krankenversicherung im ITSG-„Informationsportal Arbeitgeber Sozialversicherung“.
Die stufenweise Wiedereingliederung (§ 74 SGB V, § 44 SGB IX) in das Erwerbsleben (§ 27 Abs. 2 Satz 2 Nr. 3 SGB III) wird im Volksmund umgangssprachlich auch als das „Hamburger Modell“ bezeichnet und als StW abgekürzt. Sie gehört rechtlich und tatsächlich zu den „Leistungen zur medizinischen Rehabilitation“ (§ 5 Nr. 1 SGB IX) laut BMAS vom 9. Mai 2019, Va3 - 96. Mit dem gestuften Hamburger Modell, das früher seit den 1970er Jahren nur die GKV anbot, hat die inhaltlich viel weitgehendere StW seit SGB IX 2001 nur noch sehr bedingt zu tun. Der § 44 SGB IX gilt für alle Träger, die für Leistungen zur medizinischen Rehabilitation zuständig sind, d. h. für die Krankenkassen und für die Träger der gesetzlichen Unfallversicherung, der gesetzlichen Rentenversicherung, der Kriegsopferversorgung und der Jugendhilfe seit 2001 sowie der Eingliederungshilfe. (§ 6 SGB IX). Die Bundesagentur für Arbeit ist hingegen keine Trägerin der med. Reha nach § 6 SGB IX.
Oft wird die StW vom Akutkrankenhaus oder danach von einer Rehabilitationseinrichtung meistens wegen einer länger andauernden stationären oder ambulanten Akutbehandlung empfohlen. Diese Empfehlung wird gelegentlich im Entlassungsbericht vermerkt und richtet sich an die weiter behandelnden niedergelassenen Ärzte. In der Mehrzahl der Fälle geht die Initiative zur StW jedoch vom Hausarzt (Vertragsarzt) oder vom behandelnden Facharzt aus (§ 74 Satz 2 SGB V und § 7 Abs. 2 AU-Richtlinie). So wird eine stufenweise Wiedereingliederung (StW) in das Arbeitsleben nach längerer oder schwererer Krankheit ermöglicht. Sie soll die Zeit der Arbeitsunfähigkeit verkürzen und kann sowohl von Arbeitnehmern als auch von Beamten und Richtern in Anspruch genommen werden.

## Geschichte
Früher wurde „in der Praxis meist der Aufenthalt in einem Genesungsheim vermittelt, wo der Genesende sich vor Wiederaufnahme der Arbeit von der Krankheit erholen kann (1975 50 Millionen DM).“ 1973 hatten die Rehabilitationskliniken „folgende Aufgaben und Möglichkeiten: III. Gesundheitsbildende und sozialmedizinische Aufgaben: 3. Beratung über den Zeitpunkt der Wiederaufnahme der Arbeit, die stufenweise Eingliederung in den Arbeitsprozeß, Arbeitsplatzwechsel, Umschulung oder Berentung.“
Anlass für die Einführung von § 74 SGB V war am 20. Dezember 1988 das durch die Krankenkassen schon seit den 1970er Jahren bis 1988 praktizierte sogenannte „Hamburger Modell“. Noch 1993 schrieb die Bundesversicherungsanstalt für Angestellte: „Die Wiedereingliederung des Versicherten an seinen bisherigen Arbeitsplatz oder zumindest in seinem alten Betrieb ist in der Regel oberstes Ziel, insbesondere durch Einleitung der Arbeitsaufnahme nach dem ‚Hamburger Modell‘.“
Allein die Wortwahl ist im Laufe der Zeit uneinheitlich. 1992 schrieb man von der „stufenweisen Wiedereingliederung in das Berufsleben“, danach sprach man von einer Wiedereingliederung in das Erwerbsleben beziehungsweise ins Arbeitsleben oder in den Arbeitsprozess. Üblich ist jedoch ein Verzicht auf diese Verweisung. Man liest auch von der stufenweisen Arbeitsaufnahme, von der stufenweisen Wiedereingliederung des Arbeitnehmers, von der Wiederaufnahme beruflicher Tätigkeit und mit ausführlicher Erklärung von der stufenweisen Wiedereingliederung in das Erwerbsleben.
1970 wurde als Modell in räumlicher Verbindung mit dem Curschmann-Institut in Timmendorferstrand eine Rehabilitations-Station für Infarkt-Patienten und für Patienten nach Herz- und Gefäßoperationen eröffnet. Diese Station gilt als eine der ersten kardiologischen Rehabilitationskliniken. Wegen der Zusammenarbeit mit der Kreislaufabteilung der II. Medizinischen Universitätsklinik und Poliklinik in Hamburg-Eppendorf mit dem Direktor Ernst Gadermann sprach man vom Hamburger Modell. Dieses „Hamburger Modell“ wird seither durchgeführt. Es basiert auf den Erfahrungen zur Frührehabilitation nach einem Herzinfarkt.
Nach bislang unbestätigten Informationen des Deutschlandfunks sei das Hamburger Modell jedoch nicht in Hamburg entstanden, wie der Name suggeriert, sondern in München. Bei Siemens, sagt Daniel Jakobi von der Siemens-Betriebskrankenkasse SBK. Anfang der 1970er-Jahre habe der Siemens-Konzern seine Beschäftigten bei der Rückkehr nach langer Krankheit noch ins kalte Wasser geworfen. Mit geringer Erfolgsquote. „Da hat man sich diesen Stufenplan überlegt, zusammen mit dem Siemens-Konzern. Man hat gesagt, es ist zielführender, wenn man das eher in einem gestuften Rahmen angeht. Der Gesetzgeber hat das dann später fürs Gesetz adaptiert.“ Zunächst nur für die gesetzlichen Krankenkassen ab SGB V 1989 (§ 74 SGB V), dann auch für alle medizinischen Rehabilitationsleistungsträger (kurz: Rehaträger) ab SGB IX 2001. Der Hamburger Sozialmediziner Ernst-Otto Krasemann war maßgeblich an der Entwicklung des „Hamburger Modells der kardiologischen Rehabilitation“ beteiligt.
Der ursprüngliche Gesetzestext in § 74 SGB V bestand aus nur einem Satz. In der neuen Fassung wurde dieser Satz am 6. Mai 2019 um zwei weitere Sätze ergänzt, ohne den ersten Satz zu verändern. Dieser erste Satz ist jedoch veraltet und wird zum Teil nicht mehr beachtet. Obsolet ist heute: Es „soll der Arzt auf der Bescheinigung über die Arbeitsunfähigkeit Art und Umfang der möglichen Tätigkeiten angeben [heute: „Art der Tätigkeit (gegebenenfalls Einschränkungen)“] und dabei in geeigneten Fällen die Stellungnahme des Betriebsarztes oder mit Zustimmung der Krankenkasse die Stellungnahme des Medizinischen Dienstes (§ 275) einholen.“
Das oben abgedruckte Formblatt Muster 20 in alter Fassung aus April 2009 wurde im Januar 2019 geringfügig abgeändert.

## Zuständigkeiten
Das Wiedereingliederungsprogramm ist in Deutschland grundsätzlich nur für Mitglieder einer gesetzlichen Krankenversicherung (GKV) vorgesehen. Mitglieder einer privaten Krankenversicherung (PKV) – und damit häufig Beamte – können jedoch ein ähnliches Prozedere anstreben. Sollte an ihrer Arbeitsstelle noch kein ähnliches Programm geregelt sein, müssen sich die Betroffenen individuell mit ihrer Krankenversicherung, dem behandelnden Arzt und dem Arbeitgeber auseinandersetzen, um eine gesonderte Vereinbarung zwischen allen beteiligten Parteien zu erzielen. Gibt es eine Betriebsvereinbarung zur StW, ist eine vertragliche Vereinbarung mit dem Arbeitgeber nicht erforderlich.
Medizinische Rehabilitation
Geregelt ist die StW in § 74 SGB V und gleichlautend für alle med. Rehaträger in § 44 SGB IX. Sie ist ein gesetzlich normiertes medizinisches Rehabilitationsinstrument mit therapeutischen Zielen und rehabilitativer Zweckrichtung. Entgegen dem Fehlurteil des SG Kassel vom 20. Mai 2014, S. 9 R 19/13 und entgegen Ziffer 1.3 der von der BAR entwickelten „Arbeitshilfe Stufenweise Wiedereingliederung in den Arbeitsprozess“ 2020 ist die stufenweise Wiedereingliederung kraft Gesetzes selbst als eigenständige Rehabilitationsleistung zu verstehen. Nachfolgend drei BSG-Urteile zur StW auszugsweise im Wortlaut:
- BSG, 21. März 2007 – B 11a AL 31/06 R: „Maßnahme der medizinischen Rehabilitation“
- BSG, 29. Januar 2008 – B 5a/5 R 26/07 R: „Katalog der medizinischen Reha-Leistungen“
- BSG, 20. Oktober 2009 – B 5 R 44/08 R: „Leistung der medizinischen Rehabilitation“

Aussteuerung
Für den Fall, dass während einer StW schon die Aussteuerung aus der GKV erfolgt sein sollte, besteht entgegen früherer Fehleinschätzung der Bundesagentur für Arbeit grundsätzlich ein Rechtsanspruch auf Arbeitslosengeld I während der Dauer der StW laut BSG 2007 mit folgendem amtlichen Leitsatz: „Die unentgeltliche Tätigkeit für einen Arbeitgeber im Rahmen einer stufenweisen Wiedereingliederung begründet kein die Arbeitslosigkeit ausschließendes leistungsrechtliches Beschäftigungsverhältnis.“ Die BAR meint in FAQ II.1 (am Ende), dass bei ALG II (jetzt Bürgergeld), generell „kein Anspruch auf Teilnahme an einer Stufenweisen Wiedereingliederung“ in Betracht komme. Das ist zu pauschal, jedenfalls dann, sofern das frühere Arbeitsverhältnis noch fortbesteht und nicht gekündigt ist laut Rechtsprechung.
Zum Anspruch auf Erstattung notwendiger Fahrkosten bei Aussteuerung siehe die Entscheidung des LSG M-V vom 28. Mai 2020 mit dem Aktenzeichen L 6 KR 100/15.

## Zielgruppe und Zielsetzung
Die Zielgruppe für eine stufenweise Wiedereingliederung ist weit gefasst und umschließt grundsätzlich alle medizinischen Indikationen. Medizinische Ein- und Ausschlusskriterien sind nicht zu beachten. Allerdings müssen aus medizinischer Sicht eine ausreichende Belastbarkeit und eine günstige Aussicht auf eine berufliche Wiedereingliederung gegeben sein. Versicherungsrechtliche Nachteile sind auch bei einem negativen Ausgang der StW für den behinderten oder chronisch kranken Menschen in jedem Fall ausgeschlossen.
Aus therapeutischen Gründen sollen die Patienten schrittweise an ihre volle Arbeitsbelastung der bisherigen beruflichen Tätigkeit herangeführt werden. Diese Wiedereingliederung soll hierbei in Absprache und im Einvernehmen zwischen dem Arbeitnehmer, dem Arbeitgeber, dem behandelnden Arzt, dem Arzt der Rehabilitationseinrichtung, dem Betriebsarzt und dem Leistungsträger erfolgen. Die Anregung zur StW kann außerdem auch durch den Medizinischen Dienst der Krankenversicherung (MDK) oder durch die Ärzte im Sozialmedizinischen Dienst (SMD) eines Sozialleistungsträgers erfolgen. Die Versicherten sollen durch die StW die Möglichkeit erhalten, ihre Belastbarkeit kennen zu lernen, ihre Selbstsicherheit wiederzugewinnen und ihre Angst vor einer Überforderung und vor einem Krankheitsrückfall abzubauen.
Arbeitslose zählen nicht zur Zielgruppe.

## Stufenplan
Prognose: Der Arbeitnehmer stimmt mit seinem niedergelassenen Arzt einen Eingliederungsplan (auch Wiedereingliederungsplan oder Stufenplan genannt) ab, der dem Genesungsfortschritt des Arbeitnehmers entspricht. Die ärztliche Bescheinigung zur Verordnung der StW auf dem neuen Formular Muster 20 (die veralteten KBV-Formulare 2014 dürfen nicht mehr genutzt werden) muss den Wiedereingliederungsplan (wie viele Stunden am Tag, Dauer der Stufen, wie lange, Besonderheiten, Einschränkungen …) beinhalten. In den Kurzhinweisen zum neuen vereinfachten Formular Muster 20 für Ärzte, Stand Januar 2019, sind alle wesentlichen Änderungen dargestellt mit Ausfüllhilfen. Es kommt jedoch vereinzelt vor, dass der Arzt noch keine Prognose abgeben möchte und hier: „noch nicht absehbar“ oder „abhängig vom Verlauf der Wiedereingliederung“ etc. vermerkt: Solche „Stufenpläne“ wird der Rehabilitations-Träger aber regelmäßig für die StW nicht akzeptieren, da sie (ohne konkrete ärztliche Prognose) laut ständiger BAG-Rechtsprechung nicht ordnungsgemäß sind. In die ärztliche Verordnung der StW gehört im Bedarfsfall aber auch die genaue Anzahl der Wochentage. Die Arbeitsaufnahme kann so mit wenigen Stunden täglich beginnen (zum Beispiel mit zwei oder drei Stunden) und stufenweise bis zur vollen Arbeitszeit gesteigert werden. Für die teils vertretene Ansicht, dass eine StW generell erst ab vier Stunden pro Arbeitstag möglich sei, gibt es keine Rechtsgrundlage. Die Dauer der StW liegt im Regelfall zwischen sechs Wochen und sechs Monaten, die nicht überschritten werden sollen. Eine zeitliche Beschränkung der stufenweisen Wiedereingliederung auf sechs Monate, wie teils von Rehaträgern pauschal ins Blaue hinein behauptet, ist aber gesetzlich nicht vorgesehen (Landessozialgericht Niedersachsen-Bremen, 21. September 2011, L 7 AL 94/10, Abschnitt 3.d). Die Zustimmungen von Arbeitgeber und Krankenkasse (bei Beamten ist die Zustimmung der Krankenkasse nicht notwendig) sind vor Beginn der StW erforderlich.
Während der StW erhält der Arbeitnehmer weiterhin Krankengeld von seiner Krankenkasse oder Übergangsgeld von der Rentenversicherung. Auch bei einem mehrmonatigen Zeitraum zwischen dem Ende einer (stationären) medizinischen Rehabilitation und dem Beginn einer stufenweisen Wiedereingliederung als medizinische Rehabilitation im Betrieb kann im Einzelfall noch ein unmittelbarer Anschluss der stufenweisen Wiedereingliederung an die vorangegangenen Leistungen zur medizinischen Rehabilitation im Sinne von § 51 Abs. 5 SGB IX (§ 71 Abs. 5 SGB IX n.F. [neuer Fassung]) gegeben sein. In Ausnahmefällen ist eine Wiedereingliederungsmaßnahme bspw. auch von einer gesetzlichen Unfallversicherung zu tragen. Darüber hinaus besteht jedoch kein weiterer gesetzlicher Anspruch auf Vergütung laut Rechtsprechung. Bei Beamten werden, im Gegensatz zu Arbeitnehmern, die Dienstbezüge meist weiter in voller Höhe gezahlt.
Der Arbeitnehmer gilt während der Wiedereingliederungsmaßnahme weiterhin als arbeitsunfähig erkrankt. Damit kann in dieser Zeit auch kein Urlaub in Anspruch genommen werden. Beamte hingegen gelten in dieser Zeit als (beschränkt) dienstfähig – mit allen Rechten und Pflichten (Urlaub, Dienstunfähigkeit wegen Krankheit usw.). Diese Auffassung ist nicht einheitlich geregelt. So gilt bei Bundesbeamten die Zeit der stufenweisen Wiedereingliederung als Arbeitsunfähigkeit mit der Konsequenz, dass z. B. kein Erholungsurlaub gewährt wird.
Der Arbeitgeber hat mithin keinen Anspruch auf die Arbeitsleistung. Bei Beamten hat der Dienstherr hingegen vollen Anspruch auf die Arbeitsleistung des Beamten im entsprechenden Zeitrahmen.
Der Arbeitgeber ist grundsätzlich nicht verpflichtet, mit dem Arbeitnehmer eine Vereinbarung zu schließen, die diesem die Wiedereingliederung ermöglicht. Er muss eine Ablehnung auch nicht begründen (eine Ausnahme gilt bei schwerbehinderten und gleichgestellten behinderten Arbeitnehmern, siehe hierzu: § 164 Abs. 4 Satz 1 Nr. 1 SGB IX). Eine wichtige Rolle spielt jedoch das betriebliche Eingliederungsmanagement (kurz: BEM) als Teil des betrieblichen Gesundheitsmanagements (kurz: BGM). Dieses wurde zum Schutz der Beschäftigten, die längere Zeit krank waren beziehungsweise sind, 2004 eingeführt (für juristisch Interessierte: Neufassung des § 84 Abs. 2 SGB IX, jetzt § 167 Abs. 2 SGB IX 2018) und schreibt vor, dass der Arbeitgeber einem Beschäftigten, der sechs Wochen lang arbeitsunfähig ist – dauerhaft oder zusammengefasst über ein Jahr – eine BEM-Klärung zeitnah anbieten muss. Gibt es eine Betriebsvereinbarung zur StW, ist eine vertragliche Vereinbarung nicht erforderlich.
Die von Arbeitnehmer und Arbeitgeber getroffene Vereinbarung begründet gegenüber dem schon bestehenden kein abgeändertes (Teilzeit-)Arbeitsverhältnis, weil sie nicht in dem für ein Arbeitsverhältnis prägenden Austausch von Leistung und Gegenleistung (Arbeit gegen Entgelt) besteht. Vielmehr ist allein die Rehabilitation Gegenstand der Vereinbarung, die es dem Arbeitnehmer ermöglicht, auf seinem bisherigen Arbeitsplatz die bisherigen Leistungen im vorher festgelegten zeitlich verringerten Umfang zu erbringen.
Die Wiedereingliederungsmaßnahme kann von allen Vertragsseiten (Krankenkasse, Arzt, Betroffener, Arbeitgeber) abgebrochen werden. Nimmt der Betroffene an sieben Tagen aus gesundheitlichen Gründen (AU) nicht an der StW teil, so gilt diese als gescheitert. In Einzelfällen kann ein Fortbestand der StW über die 7-Tage-Regelung hinaus angestrebt werden, wenn Aussicht auf einen positiven Abschluss der stufenweisen Wiedereingliederung besteht.

## Richtlinien
In der „Richtlinie über die Beurteilung der Arbeitsunfähigkeit und die Maßnahmen zur stufenweisen Wiedereingliederung“ (Arbeitsunfähigkeits-Richtlinie) des Gemeinsamen Bundesausschusses finden sich „Grundsätze der stufenweisen Wiedereingliederung“ (§ 7) mit „Empfehlungen zur Umsetzung der stufenweisen Wiedereingliederung“ (Anlage), zuletzt geändert mit Wirkung vom 4. Februar 2020.
NEU Nach § 7 Absatz 2 der geänderten Arbeitsunfähigkeits-Richtlinie haben regelmäßig spätestens ab einer Dauer der Arbeitsunfähigkeit von sechs Wochen im Zusammenhang mit jeder Bescheinigung der Arbeitsunfähigkeit gemäß § 5 dieser Richtlinie ärztliche Feststellungen zur StW zu erfolgen „aufgrund ärztlicher Untersuchung“ nach § 74 Satz 2 SGB V n.F.

## Fahrkosten
Nicht selten verweigern Reha-Träger wie GKV und DRV systematisch die Erstattung notwendiger Fahrkosten (teils entgegen SGB IX auch als Fahrtkosten bezeichnet) während der Reha-Phase, obwohl es sich laut ständiger höchstrichterlicher Rechtsprechung des BSG, nach dem Schrifttum, nach dem BMAS und nach dem Diskussionsforum der DVfR bei der stufenweisen Wiedereingliederung um eine (eigenständige) Reha-Hauptleistung medizinischer Rehabilitation handelt (BMAS: „Die stufenweise Wiedereingliederung ist eine Maßnahme der medizinischen Rehabilitation.“) und eben nicht nur um eine bloße ergänzende Leistung im Sinne des § 64 SGB IX – entgegen der DRV-Ansicht in ihrem Rechtsportal, entgegen der BAR-Ansicht in ihrer „Arbeitshilfe Stufenweise Wiedereingliederung in den Arbeitsprozess“ (Seite 14) und auch entgegen der GKV-Ansicht in ihrem Rundschreiben. Doppelt unzutreffend laut ober- und höchstrichterlicher Rechtsprechung der Sozialgerichtsbarkeit ist demnach die folgende apodiktische Verlautbarung im amtlichen DRV-Rechtsportal: „Ergänzende Leistungen, zum Beispiel Fahrkosten, kommen nicht in Betracht. Die stufenweise Wiedereingliederung ist selbst eine die eigentliche Reha-Hauptleistung ergänzende Leistung.“ Richtig ist: Die StW nach § 44 SGB IX ist geregelt im Kapitel 9 zur med. Reha (mit der Überschrift: „Leistungen zur medizinischen Rehabilitation“), also von Rechts wegen Rehabilitationsleistung und gerade nicht „ergänzende Leistung“!
Entgegen Entscheidungen des BSG, 5. Februar 2009, B 13 R 27/08 R, und entgegen mehreren Urteilen von Landessozialgerichten hält die DRV Bund in ihren GRA („Gemeinsame Rechtliche Anweisungen“) daran fest, dass die stufenweise Wiedereingliederung eine ergänzende Leistung im Sinne des § 64 SGB IX sei und deshalb eine Fahrtkostenerstattung ausscheide (Asmalsky in LPK-SGB IX, 6. Aufl. 2022, § 73 Rn. 5). An solche DRV-Anweisungen sehen sich die Sozialgerichte aber nicht gebunden, sondern selbstverständlich nur an Recht und Gesetz in einem Rechtsstaat.
RECHTSPRECHUNG: Seit 2014 wurden daher die Rehabilitationsträger wie DRV und GKV regelmäßig von den Sozialgerichten zur Erstattung der notwendigen Fahrkosten für Rehabilitationsmaßnahmen verurteilt. Dabei ist es entgegen der Ansicht von Krankenkassen bzw. ihrer Widerspruchsausschüsse sozialrechtlich ohne Belang, dass es sich letztlich um Fahrten zum Betrieb als Rehabilitationsort und nicht zu einer medizinischen Behandlung handelt. Denn von solchen Voraussetzungen bei StW steht gerade nichts im SGB IX oder sonst laut ständ. Rspr. Beispiele:
- LSG NRW, 7. Mai 2014, L 8 R 875/13, rkr. (rechtskräftig)[57]

- SG Düsseldorf, 12. September 2016, S. 9 KR 632/15, rkr.[58]

- SG Kiel, 4. November 2016, S. 3 KR 201/15, rkr.[59]

- SG Neuruppin, 26. Januar 2017, S. 22 R 127/14, rkr.[60]

- SG Berlin, 29. November 2018, S. 4 R 1970/18, rkr.[61]

- LSG M-V, 28. Mai 2020, L 6 KR 100/15, rkr.[62]

- LSG NRW, 8. Juni 2020, L 10 KR 299/20 NZB[63]

- SG Dresden, 17. Juni 2020, S. 18 KR 967/19[64]

- LSG Sachsen, 14. Oktober 2022, L 1 KR 320/20, rkr.

- SG Bremen, 26. Oktober 2023, S. 14 R 125/19, rkr.[65]

Die Einzelmeinung der DRV, wonach die StW „keine eigenständige sozialrechtliche Maßnahme der medizinischen Rehabilitation“ sei, sondern „ergänzende Leistung“ (wie bspw. Rehabilitationssport), ist klar abzulehnen nach ständ. Rspr. und BMAS vom 9. Mai 2019. So schon LSG NRW, 5. Februar 2007, L 3 R 39/06: „Die Beklagte [DRV] verkennt insoweit, dass die stufenweise Wiedereingliederung eine eigenständige Leistung der medizinischen Rehabilitation ist und nicht eine ergänzende Leistung.“
Die Auslegung des SG Kassel vom 20. Mai 2014 (S 9 R 19/13, Rn. 29), wonach kein Anspruch auf Fahrkosten gegenüber der DRV bestünde, weil diese im Unterschied zum Übergangsgeld nicht eigens in § 51 Abs. 5 SGB IX a.F.  (nun § 71 Abs. 5 SGB IX n. F.) erwähnt seien, ist schon deshalb nicht stichhaltig, weil dieser Absatz 5 rein deklaratorisch allein zur Klarstellung nachträglich angefügt wurde ab 1. Mai 2004, nachdem es zuvor jahrelang Tausende Zuständigkeits-Streitfälle zwischen GKV und DRV gab wegen Erstattung an die GKV. Eine Rechtsänderung war damit nicht verbunden für die StW, so das BAG – entgegen dem aufgehobenen Fehlurteil des SG Düsseldorf vom 26. Januar 2006, S. 26 RJ 10/04.
Soweit das LSG Thüringen, Beschluss vom 1. August 2013, L 6 KR 299/13 NZB, u. a. meint, dass es sich bei der StW – ebenso wie beim Rehabilitationssport – um eine ergänzende Leistung handeln würde („es sich in beiden Fällen um ergänzende Leistungen handelt“), irrt dieser Sechste Senat in Erfurt schon in diesem Ausgangspunkt bei seinem vorschnellen Rechtsvergleich laut ständ. BSG-Rechtsprechung, zuletzt BSG, 20. Oktober 2009, B 5 R 44/08 R, sowie BMAS, 9. Mai 2019, Va3 - 96, wonach StW „Leistung der medizinischen Rehabilitation“ ist – und eben „nicht eine ergänzende Leistung“ (so schon LSG NRW, 5. Februar 2007, L 3 R 39/06). Das LSG Thüringen hätte die Berufung gegen das Fehlurteil des SG Meiningen, 9. Oktober 2012, S. 16 KR 61/11, also zwingend zulassen müssen wegen grundsätzlicher Bedeutung bzw. Divergenz zu ober- und höchstrichterlicher RSpr.
Auf die Berufung einer GKV gegen das Urteil des SG Dresden, 17. Juni 2020 – S 18 KR 967/19, wegen Fahrkosten bei StW wurde das Urteil aufgehoben (LSG Sachsen, 21. Sept. 2022 – L 1 KR 365/20). Revision ist anhängig beim BSG – B 1 KR 7/23 R. Rechtsgutachten dazu von Prof. Dr. Katja Nebe und Linda Albersmann, „Fahrkostenerstattung bei Stufenweiser Wiedereingliederung – ein kritisches Rechtsprechungsreview“, in Zeitschrift RP Reha 3/2023 (Recht und Praxis der Rehabilitation), sowie in „Die Sozialgerichtsbarkeit“, SGb 11/2023, Seite 649–658.
LITERATUR: Ebenso das Rehadat-Lexikon zur beruflichen Teilhabe zu den Reisekosten (Fahrkosten). Ferner ausdrücklich das amtliche BIH-Fachlexikon, Stichwort Teilhabe, im Abschnitt „Leistungsgruppen“, wonach die StW der „Leistungsgruppe“ nach § 5 Nr. 1 SGB IX zugeordnet wird, also den „Leistungen zur medizinischen Rehabilitation“. Eine Unterscheidung zwischen Leistungen zur medizinischen Rehabilitation (§ 42 SGB IX) und der stufenweisen Wiedereingliederung (§ 44 SGB IX), wie sie häufig von den Leistungsträgern zur Begründung herangezogen wird, wenn sie die Erstattung von Fahrkosten versagen, ist nicht statthaft. Ebenso der Arbeitsrechtler Franz Josef Düwell in einem einschlägigen NZA-Aufsatz. Aktuelle Tipps bei Ablehnung der Fahrkosten durch Reha-Träger im Newsletter der Hauptschwerbehindertenvertretung (HSBV) Berlin, Nummer 8/2019, S. 3. Aufsichtsbehörde ist in vielen Fällen das Bundesamt für Soziale Sicherung (BAS) in Bonn oder ansonsten eine Landesbehörde. Menschen mit Behinderungen können ihr Recht auf Fahrkosten auch durch die nur wenig bekannte Verbandsklage durchsetzen nach § 85 SGB IX, bspw. DGB, IG Metall, Diakonie und VdK. Auch nach Prof. Dr. Peter Trenk-Hinterberger, BAGH 2003, gehört die StW „zu den Leistungen zur medizinischen Rehabilitation“.
RECHTSGRUNDLAGEN: Maßgebliche Rechtsgrundlagen für Fahrkosten (§ 64 Abs. 1 Nr. 5 i. V. m. § 73 SGB IX) sind gemäß Rechtsprechung je nach med. Rehabilitationsträger u. a. folgende Normenketten:
```
GKV: 
§
 
60
 Abs. 5 SGB V ➔ § 73 SGB IX
DRV: 
§
 
28
 Abs. 1 SGB VI ➔ § 73 SGB IX
GUV: 
§
 
43
 Abs. 1 SGB VII ➔ § 73 SGB IX
```

Die in der GKV üblichen Zuzahlungen (§ 60 Abs. 2 i. V. m. § 61 Abs. 1 SGB V) werden nicht erhoben, weil Zuzahlungen dem § 73 SGB IX fremd sind.
WEGSTRECKENENTSCHÄDIGUNG: Berufung wurde eingelegt gegen Entscheidungen des SG Berlin und des SG Dresden. Nach einer Ansicht des SG Dresden stünde keine PKW-Pauschale von 20 Cent je Kilometer zurückgelegter Strecke per PKW als Wegstreckenentschädigung zu nach § 73 Abs. 4 SGB IX mit Verweis auf § 5 Abs. 1 BRKG. Es geht also nicht (mehr wie früher) um eine Entfernungspauschale, sondern um eine Wegstreckenentschädigung. Maximal seien hier nur Kosten in Höhe der Fahrkarten 2. Klasse für den ÖPNV erstattungsfähig, soweit regelmäßig verkehrende öffentliche Verkehrsmittel verfügbar und zumutbar seien. Irgendwelche Gründe, die eine solche Auslegung gegen den klaren Gesetzeswortlaut rechtfertigen würden, finden sich weder im angefochtenen Urteil noch sind Anhaltspunkte dafür ersichtlich; dieses Fehlurteil enthält zudem offensichtliche Rechenfehler, die im Berufungsverfahren einer Überprüfung und Abänderung bedürfen.
VERJÄHRUNG: Die Vorlage des Wiedereingliederungsplans an den Rehaträger ist (im Zweifel) gleichzeitig auch als formloser Antrag auf Fahrkostenerstattung sozialrechtlich zu werten (so LSG M-V vom 28. Mai 2020 - L 6 KR 100/15). Das ist deswegen rechtlich besonders bedeutsam, weil hierdurch die Verjährung „gehemmt“ wird laut § 45 SGB I. Der Anspruch auf Erstattung der Fahrkosten verjährt laut § 45 Abs. 1 SGB I als Sozialleistung vier Jahre nach Ablauf des Kalenderjahres, in dem sie entstanden ist.
BEISPIEL: Demnach würde der Erstattungsanspruch auf Fahrkosten bei einer stufenweise Wiedereingliederung der Versicherten gegenüber der GKV oder der DRV aus dem Kalenderjahr 2017 grundsätzlich mit Ablauf des 31. Dezember 2021 verjähren. Folgt man jedoch dem Landessozialgericht Mecklenburg-Vorpommern, Urteil vom 28. Mai 2020, L 6 KR 100/15, so wäre in dem eingereichten Wiedereingliederungsplan regelmäßig auch ein Antrag auf Fahrkostenerstattung zu sehen. Dies betrifft entgegen der Ansicht vieler Träger auch die „Erstattung mit der Maßnahme verbundener Aufwendungen, insbesondere von Fahrkosten“ (Rn. 44); es handele sich „nicht um eine Ermessensleistung“ (Rn. 66). Das LSG M-V hat die Revision zum Bundessozialgericht nicht zugelassen nach § 160 SGG, da es die Rechtslage für eindeutig hält; das Urteil ist rechtskräftig.
Die angefallenen Fahrkosten für die Fahrt von der Wohnung bis zum Arbeitsplatz (Rehabilitationsort) und zurück sind während der Wiedereingliederung also vom Patienten bei seiner Krankenkasse (oder beim sonstigen zuständigen Kostenträger der med. Reha) geltend zu machen. Juristisch umstritten ist bislang, ob der Betroffene (zum Beispiel als Fußgänger oder Radfahrer) ein Wahlrecht zwischen dieser Kostenerstattung und der Geltendmachung der Entfernungspauschale (Kilometerpauschale) in seiner Einkommensteuererklärung hat. Diesbezügliche höchstgerichtliche Entscheidungen zur Wegstreckenentschädigung (auch vom Bundesfinanzhof oder vom Bundessozialgericht) stehen noch aus.
Bei Bundesbeamten werden Fahrkosten erstattet bei „gesundheitlichen Rehabilitationsmaßnahmen“ nach den Beihilfevorschriften laut RdSchr. des BMI vom 4. Mai 2016, Abschnitt 4.4.3.

## Statistik
Veröffentlichte Statistiken zur StW mit Fallzahlen gibt es wenige – lediglich für einzelne Bereiche und Jahre (DRV: 55.536 Fälle für 2014). Eine Evaluation der StW nach dem Hamburger Modell im Rahmen des betrieblichen Eingliederungsmanagements (BEM) am Stammsitz der BASF AG in Ludwigshafen zeigt, dass in über 90 % der Fälle die StW mit dem Erreichen der vertraglich vereinbarten Arbeitszeit erfolgreich abgeschlossen werden konnte (Dr. Matthäus, jurisPK-SGB V, 4. Aufl. 2020, § 74 Rn. 10). Bis April 2004 sollen diese Verfahren zur StW – unabhängig von einer vorangegangenen Rehabilitation – ausschließlich von den gesetzlichen Krankenkassen ausgeführt worden sein. Grund: Vermeintliche Rechtsänderung in § 51 Abs. 5 SGB IX a.F. – obwohl bloße gesetzliche Klarstellung ab 1. Mai 2004 laut BSG.

## Krankentagegeldversicherung
Gemäß BGH, Urteil vom 11. März 2015, IV ZR 54/14, besteht kein Anspruch auf Zahlungen einer privaten Krankentagegeld-Versicherung, sofern und soweit ein Leistungsausschluss in den Versicherungsbedingungen für die Dauer einer StW vereinbart wurde.
„Fast zwei Drittel der Tarife im Rating von Morgen und Morgen erzielen lediglich ein durchschnittliches Ergebnis. Nachholbedarf sehen die Experten vor allem im Hinblick auf die Wiedereingliederung in den Beruf. Hierfür beinhalten viele Angebote – wenn überhaupt – nur eingeschränkt Maßnahmen wie eine stufenweise Wiedereingliederung. Für Interessierte ist es daher umso wichtiger, die im Vertrag genannten Leistungen genau zu prüfen.“